# Балиновце
Балиновце је насеље у Србији у општини Владичин Хан у Пчињском округу. Према попису из 2022. било је 118 становника (према попису из 2011. било је 121 становника).

## Старине и прошлост
У суседној околини Владичиног Хана постоји село Г. Балиновце. Да би се разликовало од њега ово насеље зове се Д. Балиновце.
У првој половини XIX века, приликом оснивања, данашње селоимало је свега три куће: по једна у данашњим махалама Поповци (од рода Поповци), Раскрсје (од рода Стајковци) и Ивковци (од рода Ивковци). Касније су се населили други родови. Пре око 80
година село је имало 10 домова.
У данашњој махали Раскрсје постоји место Село. Сада су тамо њиве. Остатака од старина нема. Сељаци говоре: „Такој си га кажу Село“
Сеоска Слава Д. Балиновца је Ђурђевдан. - О већим празницима становништво посећује цркву у Г. Јабукову. Код те цркве налази се и балиновско гробље. — У махали Раскрсје је сеоски крст.
До 1878 г. плоднија земља Д. Балиновца припадала је неком бегу који је седео у Дренову близу Лепенице код Вл. Хана (тачније Дреново је махала села Лепенице). Звао се Абдула бег, један од потомака врањског Хусејин-паше. Од поменуте године сељаци су земљу купили од бегове жене (бег је погинуо у рату).

## Порекло становништва
Данашње српско становништво Д. Балиноваца потиче од предака који су досељени. Род Поповци (10 к, св. Никола), по пет њихових кућа налази се у махалама Поповци и Смрдан. Прва је махала старија. Одакле су досељени не зна се. У Д. Балиновцу живе од прве половине XIX века: Стојан 53 године - Марко - поп Крагуј — поп Станисав, оснивач рада. Данашње село је „од времена попа Станисава" .
У махали Раскрсје су родови: Стајковци (1 к, св. Никола), Ристићи (1 к, св. Арханђео) и Пешићи(2 к, Младенци). Ристићи су из Кацапуна код Вл. Хана, Пешићи су из Манајла, а за Стојковце нисам дознао одакле су досељени. Они су увек имали једну кућу („све једна па једна"). Пешићи у Мaнојлу имају рођака званих Марчинци досељених са Косова.
У махали Ивковце живи род Ивковци (4 к, св. Арханђео). Потичу од претка који је добегао из села Равна Река у околини Вл. Хана.
Умахали Чалаковци живи род Чалаковци (5 к, cв. Никола). Досељени су од некуда.
У махали Беловце живе Беловчани (4 к, св. Арханђео) и Стаменковићи (1 к, св. Арханђео и св. Никола). Оба рода дошла су из Кржинца. Тамо су им род становници звани Каменарци од некуда досељени.
У махали Шелинце живе Шелинци (7 к) и Миленковићи (1 к), славе св. Арханђела. Први су дошли из Кржинца, други из Теговишта (оснивач рода призетио се у роду Шелинци). Шелинци и у Кржинцу били су од некуда насењени.
У махали Смрдан жнве Стаменковићи (1. к, св. Никола). И они су досељени из Кржинца. Даље порекло им се не зна.
Сасвим су од села нздвојене две куће: Стаменковићи (1 к, св. Никола) и Анђелковићи (1к, св. Никола). Први припадају напред поменутом роду Поповци.
Поред железничке пруге живе Маринковићи (1 к, св Никола) и Петровићи (1 к, св. Арханђео). Први су досељенн из Кржинца, други из Калитанца (Вл. Хан).

## Демографија
У насељу Балиновце живи 128 пунолетних становника, а просечна старост становништва износи 45,1 година (45,5 код мушкараца и 44,6 код жена). У насељу има 50 домаћинстава, а просечан број чланова по домаћинству је 3,08.
Ово насеље је великим делом насељено Србима (према попису из 2002. године), а у последња три пописа, примећен је пад у броју становника.
|  |

| Демографија | Демографија | Демографија |
| Година      | Становника  | Становника  |
| ----------- | ----------- | ----------- |
| 1948.       | 254         |             |
| 1953.       | 270         |             |
| 1961.       | 341         |             |
| 1971.       | 199         |             |
| 1981.       | 179         |             |
| 1991.       | 177         | 177         |
| 2002.       | 154         | 156         |
| 2011.       | 121         |             |
| 2022.       | 118         |             |

| Етнички састав према попису из 2002.‍ | Етнички састав према попису из 2002.‍ | Етнички састав према попису из 2002.‍ | Етнички састав према попису из 2002.‍ | Етнички састав према попису из 2002.‍ |
| ------------------------------------ | ------------------------------------ | ------------------------------------ | ------------------------------------ | ------------------------------------ |
|                                      |                                      |                                      |                                      |                                      |
| Срби                                 | Срби                                 |                                      | 149                                  | 96,75%                               |
| Роми                                 | Роми                                 |                                      | 5                                    | 3,24%                                |
| непознато                            | непознато                            |                                      | 0                                    | 0,0%                                 |

| Година пописа     | 1948. | 1953. | 1961. | 1971. | 1981. | 1991. | 2002. |
| ----------------- | ----- | ----- | ----- | ----- | ----- | ----- | ----- |
| Број домаћинстава | 43    | 45    | 105   | 45    | 46    | 55    | 50    |

| Број чланова      | 1 | 2  | 3  | 4 | 5 | 6 | 7 | 8 | 9 | 10 и више | Просек |
| ----------------- | - | -- | -- | - | - | - | - | - | - | --------- | ------ |
| Број домаћинстава | 7 | 18 | 11 | 3 | 4 | 5 | 1 | 0 | 1 | 0         | 3,08   |

| Пол    | Укупно | Неожењен/Неудата | Ожењен/Удата | Удовац/Удовица | Разведен/Разведена | Непознато |
| ------ | ------ | ---------------- | ------------ | -------------- | ------------------ | --------- |
| Мушки  | 68     | 12               | 50           | 6              | 0                  | 0         |
| Женски | 63     | 7                | 49           | 7              | 0                  | 0         |
| УКУПНО | 131    | 19               | 99           | 13             | 0                  | 0         |

| Пол    | Укупно                    | Пољопривреда, лов и шумарство | Рибарство                            | Вађење руде и камена | Прерађивачка индустрија       |
| ------ | ------------------------- | ----------------------------- | ------------------------------------ | -------------------- | ----------------------------- |
| Мушки  | 24                        | 5                             | 0                                    | 0                    | 11                            |
| Женски | 8                         | 2                             | 0                                    | 0                    | 4                             |
| УКУПНО | 32                        | 7                             | 0                                    | 0                    | 15                            |
| Пол    | Производња и снабдевање   | Грађевинарство                | Трговина                             | Хотели и ресторани   | Саобраћај, складиштење и везе |
| Мушки  | 0                         | 1                             | 1                                    | 0                    | 2                             |
| Женски | 0                         | 0                             | 1                                    | 1                    | 0                             |
| УКУПНО | 0                         | 1                             | 2                                    | 1                    | 2                             |
| Пол    | Финансијско посредовање   | Некретнине                    | Државна управа и одбрана             | Образовање           | Здравствени и социјални рад   |
| Мушки  | 0                         | 0                             | 2                                    | 0                    | 0                             |
| Женски | 0                         | 0                             | 0                                    | 0                    | 0                             |
| УКУПНО | 0                         | 0                             | 2                                    | 0                    | 0                             |
| Пол    | Остале услужне активности | Приватна домаћинства          | Екстериторијалне организације и тела | Непознато            | Непознато                     |
| Мушки  | 1                         | 0                             | 0                                    | 1                    | 1                             |
| Женски | 0                         | 0                             | 0                                    | 0                    | 0                             |
| УКУПНО | 1                         | 0                             | 0                                    | 1                    | 1                             |